# Chiesa di Santa Maria Immacolata (Cona)
La chiesa di Santa Maria Immacolata è la parrocchiale di Cona, in città metropolitana di Venezia e diocesi di Padova; fa parte del vicariato del Piovese.

## Storia

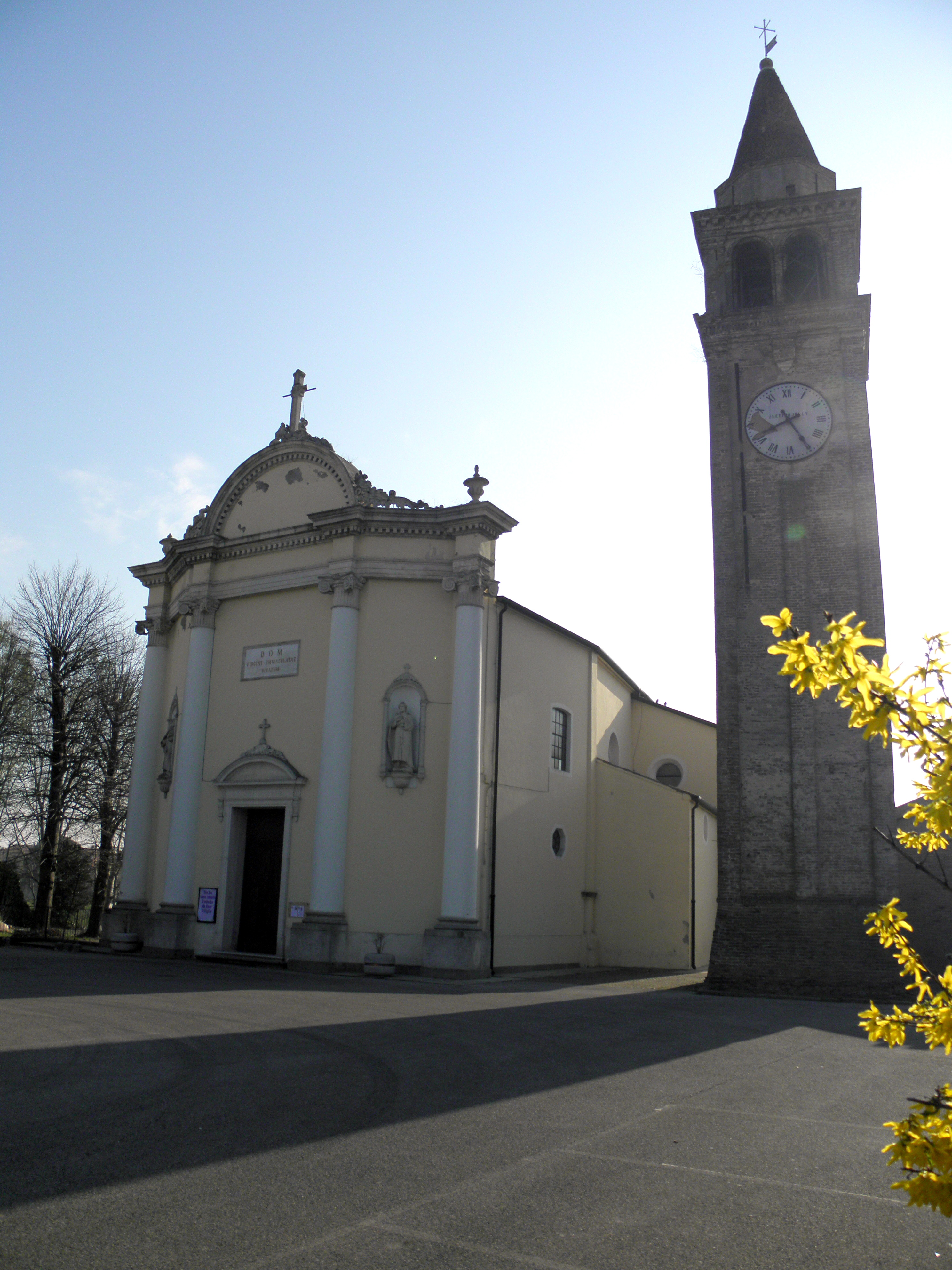
La chiesa con, vicino, il campanile

La prima citazione della pieve di Cona risale al 914. Si sa che, nel 1077, questa pieve ricevette la protezione dell'imperatore. Sul finire di quel secolo venne edificata la nuova parrocchiale, dedicata a Sant'Antonino. Nel XV secolo l'edificio fu ricostruito. Fino al 1785 il diritto ad eleggere il parroco apparteneva ai monaci di Candiana, il cui convento fu soppresso proprio in quell'anno. 
L'attuale parrocchiale, dedicata all'Immacolata, è frutto di un rifacimento condotto nel 1909; l'antico campanile cinquecentesco venne ristrutturato nel 1934.

## Interno
All'interno della chiesa di Cona è conservata una tela risalente all'inizio del XVIII secolo, attribuita a Giovanbattista Cromer, il cui soggetto è la Madonna col Bambino e sant’Antonio. Le pareti sono decorate con affreschi a tempera, raffiguranti I quattro Evangelisti e la Trasfigurazione di Gesù Cristo e dipinti all'inizio del XX secolo da don Demetrio Alpago.

## Parrocchia
La parrocchia della Beata Vergine Immacolata comprende, oltre al paese di Cona, anche la frazione Conetta, dove sorge l'oratorio di Santa Maria della Neve, costruito nel 1696.